# 盘河马
盤河馬，指馬二進三、兵七進一和馬八進七合走的稱呼。

## 內容
盤河馬是主動進攻的棋法，後著變法也很大，通常會根據對方的行法而作用變化。